# Đại học Bách khoa Hà Nội
Đại học Bách khoa Hà Nội (tiếng Anh: Hanoi University of Science and Technology, HUST) là đại học theo lĩnh vực kỹ thuật và công nghệ có trụ sở tại Hà Nội, Việt Nam. 
Tiền thân của Đại học Bách khoa Hà Nội vốn là Trường Đại học Bách khoa Hà Nội được thành lập vào ngày 6 tháng 3 năm 1956. Ngày 5 tháng 12 năm 2022, Thủ tướng Chính phủ ban hành Quyết định số 1512/QĐ-TTg về việc chuyển Trường Đại học Bách khoa Hà Nội thành Đại học Bách khoa Hà Nội, đưa Bách khoa Hà Nội trở thành đại học đa thành viên thứ 6 của Việt Nam.
Tầm nhìn của đại học là trở thành một đại học nghiên cứu hàng đầu khu vực với nòng cốt là kỹ thuật và công nghệ, tác động quan trọng vào phát triển nền kinh tế tri thức và góp phần gìn giữ an ninh, hòa bình đất nước, tiên phong trong hệ thống giáo dục đại học Việt Nam. Đại học Bách khoa Hà Nội cũng là thành viên của Hiệp hội các đại học kỹ thuật hàng đầu khu vực châu Á – Thái Bình Dương (AOTULE; Asia–Oceania Top University League on Engineering).

## Lịch sử
Trường Đại học Bách khoa Hà Nội được thành lập theo Nghị định số 147/NĐ ngày 6-3-1956 do Bộ trưởng Bộ Giáo dục Nguyễn Văn Huyên ký. Đây là trường đại học kỹ thuật đầu tiên của Việt Nam có nhiệm vụ đào tạo kỹ sư công nghiệp cho công cuộc xây dựng CNXH ở miền Bắc và đấu tranh giải phóng miền Nam Việt Nam. Với 60 năm xây dựng và phát triển, Đại học Bách khoa Hà Nội đã trải qua các giai đoạn:

### 1956–2021: Trường Đại học Bách khoa Hà Nội

#### 1956–1965
Trong giai đoạn này các thế hệ cán bộ và sinh viên của Trường Đại học Bách khoa Hà Nội đã trải qua chặng đường đầu tiên với muôn vàn khó khăn, thách thức. Trường đã bắt đầu gần như từ không đến có để trở thành một trường đại học kỹ thuật công nghiệp tương đối hoàn chỉnh. Ngày 15-10-1956 trường đã chính thức làm Lễ khai giảng khóa học chính quy đầu tiên cho gần 1000 sinh viên thuộc 14 chuyên ngành của 4 Liên khoa Cơ – Điện, Mỏ – Luyện kim, Hóa – Thực phẩm và Xây dựng.Trong giai đoạn này đã đào tạo khoảng 4000 kỹ sư công nghiệp hệ chính quy, thực hiện hơn 100 đề tài nghiên cứu khoa học và hợp đồng kinh tế, kỹ thuật.

#### 1965–1975
Trong giai đoạn này Trường đã không ngừng phát triển về số lượng, nâng cao về chất lượng toàn diện để tham gia xây dựng CNXH trước mắt và lâu dài. Gắn nội dung giảng dạy và nghiên cứu khoa học với cuộc cách mạng kỹ thuật, đào tạo cán bộ thích ứng với yêu cầu về kinh tế, quốc phòng của Việt Nam. Trường đã nghiên cứu và ứng dụng thành công nhiều đề tài vào sản xuất và phục vụ quốc phòng. Trường đã đào tạo được gần 7000 sinh viên tốt nghiệp hệ chính quy và 2302 sinh viên hệ tại chức thuộc 58 chuyên ngành. Hưởng ứng phong trào "Ba sẵn sàng", gần 200 cán bộ và trên 2700 sinh viên lần lượt nhập ngũ bổ sung kịp thời một số đáng kể cán bộ kỹ thuật cho quân đội nhân dân Việt Nam.

#### 1975–1985
Trường đã triển khai và thực hiện kế hoạch đào tạo đáp ứng nhu cầu cán bộ kỹ thuật của Việt Nam về số lượng, chất lượng và đa dạng ngành nghề. Trường đã tiến hành cải tiến nội dung chương trình, phương pháp đào tạo, kết hợp học với hành, kết hợp nghiên cứu tại trường với phục vụ sản xuất. Để đáp ứng nhu cầu cán bộ khoa học, kỹ thuật trình độ cao, năm 1976 trường đã mở hệ đào tạo sau đại học và năm 1979 bắt đầu tuyển nghiên cứu sinh thuộc 9 chuyên ngành. Trong giai đoạn này được sự quan tâm của Đảng, Chính phủ Việt Nam, đặc biệt là sự giúp đỡ của Liên Xô, cơ sở vật chất và trang thiết bị đã được hiện đại hóa. Việc đào tạo và bồi dưỡng cán bộ trong giai đoạn này đã tiến bộ vượt bậc, tính đến năm 1985 số cán bộ giáo dục và phục vụ giáo dục là 1467 người, trong đó có trên 33% cán bộ giảng dạy có trình độ sau đại học, đã đào tạo gần 9000 kỹ sư hệ chính quy, 2200 kỹ sư hệ tại chức và 26 tiến sĩ, phó tiến sĩ.

#### 1986–2021
Thực hiện mục tiêu chiến lược xây dựng Trường Đại học Bách khoa Hà Nội không chỉ là trung tâm đào tạo đa ngành, đa lĩnh vực, trình độ cao mà còn là trung tâm Nghiên cứu khoa học, chuyển giao công nghệ tiên tiến của Việt Nam. Trường đã tăng cường quy mô đào tạo của cả hệ đại học và sau đại học, đa dạng hóa loại hình đào tạo, mở thêm ngành và chuyên ngành mới, đổi mới căn bản mục tiêu, nội dung chương trình và phương thức đào tạo.
Đại học Bách khoa Hà Nội đang đào tạo trên 40.000 sinh viên, học viên cao học và nghiên cứu sinh với 67 chuyên ngành đại học và 33 chuyên ngành cao học, 57 chuyên ngành tiến sĩ.
Hiện nay đại học có quan hệ hợp tác trong đào tạo, Nghiên cứu khoa học với trên 200 trường đại học, trung tâm Nghiên cứu khoa học, viện nghiên cứu và tổ chức giáo dục của 32 quốc gia trên thế giới, là thành viên của 8 tổ chức mạng lưới đại học quốc tế. Thông qua hợp tác quốc tế, trường đã cử khoảng 500 cán bộ và sinh viên đi nước ngoài học tập, nghiên cứu, trao đổi,...Xây dựng hàng chục dự án quốc tế về đào tạo, trang bị, nghiên cứu khoa học để góp phần tăng cường cơ sở vật chất cho đại học.
Bộ Giáo dục và Đào tạo đã giao cho Trường Đại học Bách khoa Hà Nội thực hiện bốn chương trình đào tạo tiên tiến là chương trình Cơ – Điện tử, Công nghệ Vật liệu, Điện – Điện tử và Kỹ thuật y sinh. Từ năm 1986 đến nay cơ sở vật chất của Trường đã được cải tạo và nâng cấp một cách cơ bản, cơ sở hạ tầng và cảnh quan đã khang trang sạch đẹp hơn nhiều, đã đầu tư nhiều phòng thí nghiệm hiện đại, xây dựng và đang thực hiện nhiều dự án lớn phục vụ công tác đào tạo và nghiên cứu khoa học ở trình độ cao. Điều kiện làm việc và đời sống vật chất, tinh thần của cán bộ, sinh viên không ngừng được cải thiện. Đặc biệt, tháng 9 năm 2006 trường đã đưa vào sử dụng Thư viện điện tử Tạ Quang Bửu với mức đầu tư 199 tỷ VNĐ.
Năm 2006, trường đã xây dựng Đề án: Quy hoạch tổng thể xây dựng và phát triển trường Đại học Bách khoa Hà Nội giai đoạn 2006-2030". Ngày 01 tháng 2 năm 2007, Bộ trưởng Bộ GD–ĐT Nguyễn Thiện Nhân đã ký Quyết định số 668/QĐ-BGDĐT phê duyệt bản Đề án này.
Trường Đại học Bách khoa Hà Nội thường được chọn làm nơi cố vấn, in sao đề thi đại học hằng năm.

### 2022–nay: Đại học Bách khoa Hà Nội
Ngày 5 tháng 12 năm 2022, Thủ tướng Chính phủ ban hành Quyết định số 1512/QĐ-TTg về việc chuyển Trường Đại học Bách khoa Hà Nội thành Đại học Bách khoa Hà Nội, đưa Bách khoa Hà Nội trở thành đại học đa ngành thứ 6 của Việt Nam, về lĩnh vực kỹ thuật và công nghệ. Đại học Bách khoa Hà Nội sẽ tổ chức lại cơ cấu tổ chức và hoạt động trên cơ sở Trường Đại học Bách khoa Hà Nội trước đây theo quy định của Luật Giáo dục Đại học năm 2012 và luật sửa đổi, bổ sung một số điều của Luật Giáo dục Đại học năm 2018 cùng quy định pháp luật có liên quan.
Tối 21 tháng 4 năm 2023, Đại học Bách khoa Hà Nội thành lập thêm Trường Hoá và Khoa học sự sống, Trường Vật liệu, nâng tổng số trường trực thuộc lên 5.

## Cơ sở vật chất

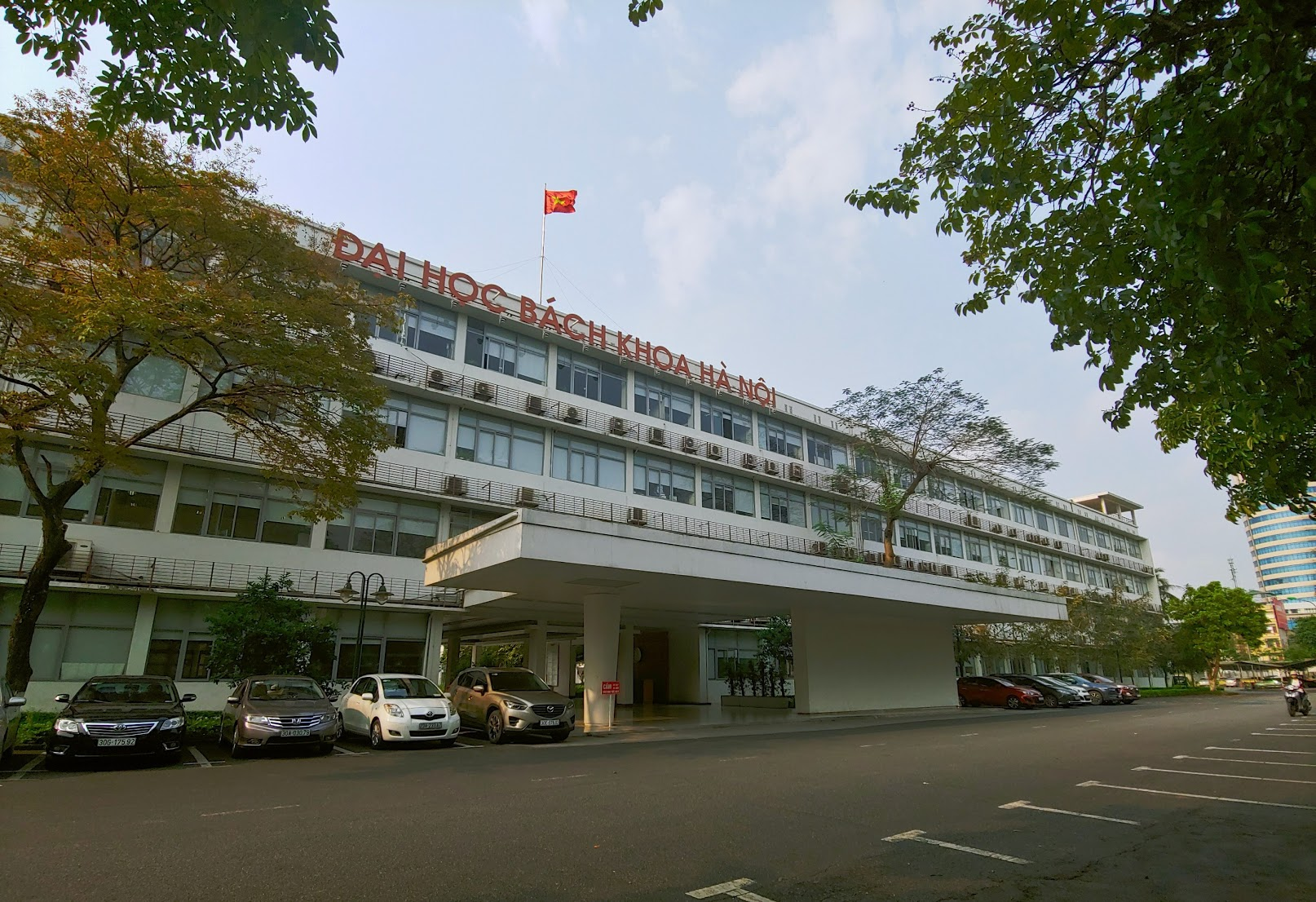
Mặt trước toà nhà C1, Đại học Bách khoa Hà Nội hiện nay

Đại học Bách khoa Hà Nội có tổng diện tích phục vụ giảng dạy, nghiên cứu khoa học và hội họp rộng 22 hecta. Trường có hơn 200 giảng đường, phòng học, hội trường lớn và hệ thống phòng hội thảo; gần 200 phòng thí nghiệm, trong đó có 12 phòng thí nghiệm trọng điểm quốc gia và khoảng 20 xưởng thực tập, thực hành. Toàn bộ giảng đường được trang bị đầy đủ điều hòa và thiết bị giảng dạy cùng với hệ thống wifi miễn phí trong khuôn viên Trường. Thư viện điện tử Tạ Quang Bửu với diện tích 37.000 m2, có thể phục vụ đồng thời 2.000 sinh viên với 600.000 cuốn sách, 130.000 đầu sách điện tử. Sinh viên được truy cập miễn phí CSDL từ các nguồn như Science Direct, Scopus... Các hệ thống cơ sở vật chất phục vụ bộ môn giáo dục thể chất và phong trào thể thao của sinh viên đầy đủ và hiện đại với 1 sân bóng tiêu chuẩn quốc gia, 1 nhà thi đấu đa năng tiêu chuẩn Đông Nam Á, 1 bể bơi tiêu chuẩn quốc gia, sân tennis tiêu chuẩn quốc gia... Trường có một khu ký túc xá với 420 phòng, đủ khả năng đáp ứng chỗ ở cho khoảng 4500 sinh viên. Tổng diện tích đất sử dụng của Trường: 252.857,8 m², nơi làm việc 15.252m², nơi học 78.846m², nơi vui chơi giải trí: 29.321 m², 1 nhà câu lạc bộ sinh viên với 350 chỗ được trang bị âm thanh hiện đại và 1 trung tâm Y tế hoạt động theo mô hình phòng khám đa khoa chăm sóc sức khỏe thường xuyên cho các cán bộ và sinh viên Trường.

## Tổ chức và điều hành

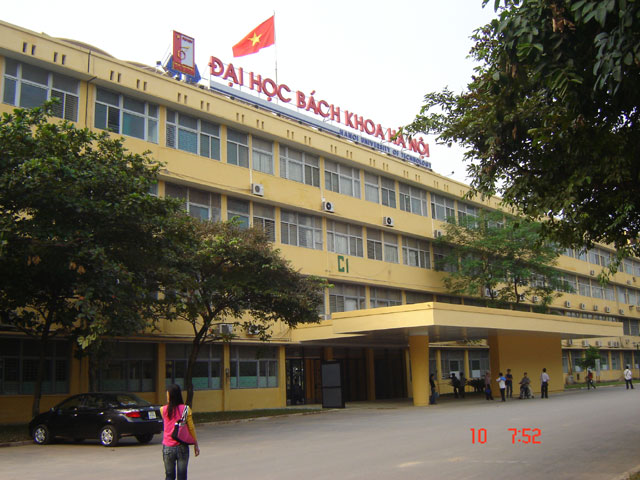
Mặt trước tòa nhà C1, Đại học Bách khoa Hà Nội

Đại học Bách khoa Hà Nội hiện có 5 trường, các viện đào tạo chuyên ngành, 3 khoa chuyên môn về Giáo dục thể chất, Giáo dục quốc phòng và Lý luận chính trị, 8 viện nghiên cứu và 5 trung tâm nghiên cứu. Khoảng 25.000 sinh viên đại học hệ chính quy, 5.000 học viên cao học và nghiên cứu sinh hiện đang học tập tại trường dưới sự giảng dạy, hướng dẫn của 1250 giảng viên, trong đó hơn 600 giảng viên có trình độ tiến sĩ.
Từ năm 2007, trường có 88 bộ môn, 15 trung tâm và phòng thí nghiệm thuộc 15 khoa và 6 viện; 1 bộ môn, 26 trung tâm và phòng thí nghiệm trọng điểm trực thuộc trường, 3 doanh nghiệp, 21 phòng, ban và nhà xuất bản Bách khoa Hà Nội.

### Trường, khoa, viện đào tạo
Trường (06):
- Trường Công nghệ Thông tin và Truyền thông.
- Trường Điện – Điện tử.
- Trường Cơ khí.
- Trường Hoá và Khoa học Sự sống.
- Trường Vật liệu.
- Trường Kinh tế.

Viện, Trung tâm (8):
- Viện Khoa học Công nghệ Quốc tế Việt Nam - Nhật Bản.
- Viện Nghiên cứu Công nghệ Không gian và dưới nước (thành lập mới).
- Viện Nghiên cứu và Ứng dụng các hợp chất thiên nhiên.
- Viện Viện Công nghệ Năng lượng (Viện Khoa học và Công nghệ nhiệt lạnh cũ).
- Viện Kỹ thuật Điều khiển và Tự động hóa.
- Viện Khoa học và Công nghệ sức khỏe (Trung tâm Điện tử Y sinh học cũ)
- Trung tâm Đào tạo Liên tục.

...
Khoa chuyên ngành (04):
- Khoa Khoa học và Công nghệ giáo dục.

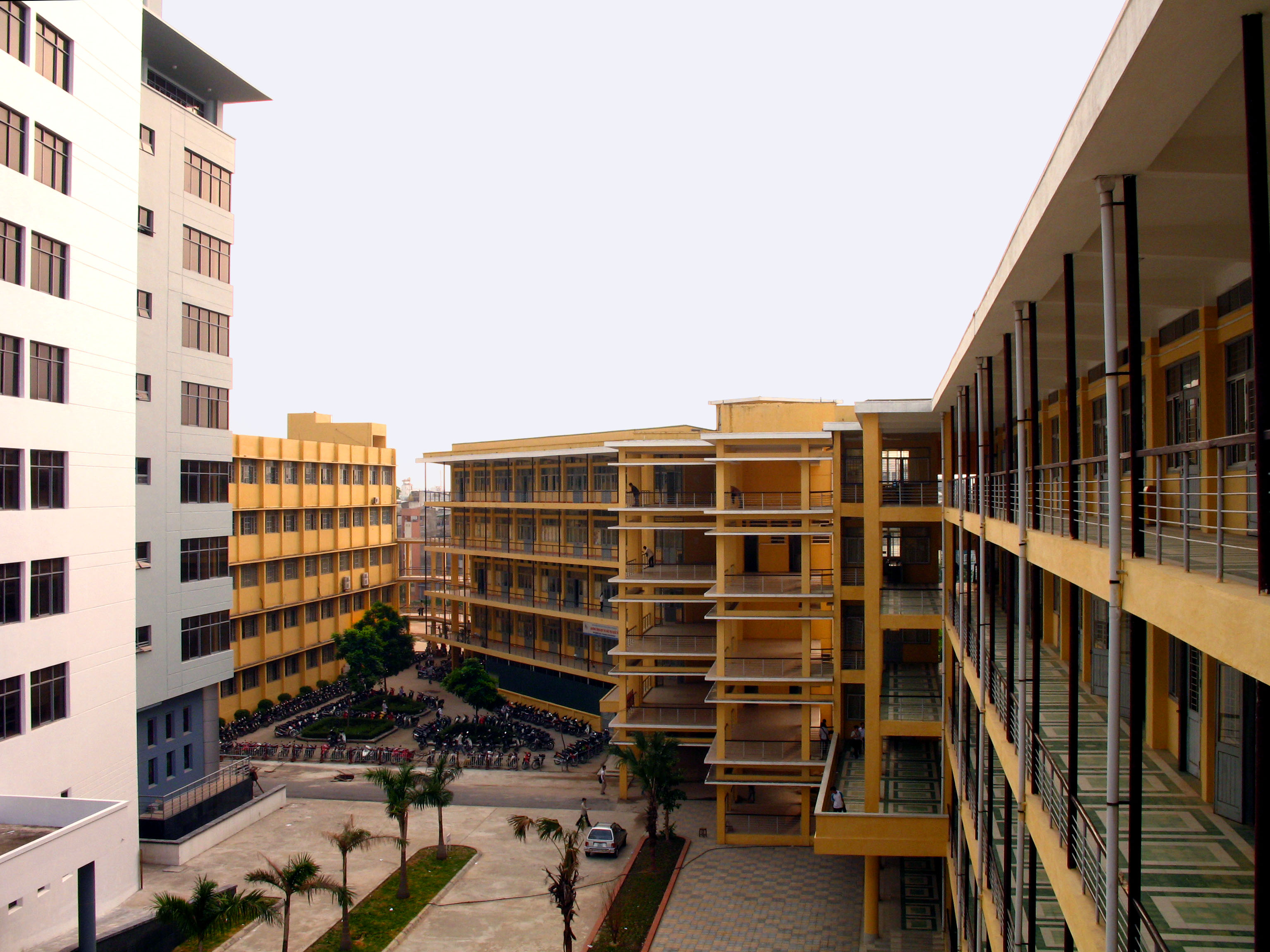
Khu giảng đường D, Đại học Bách khoa Hà Nội

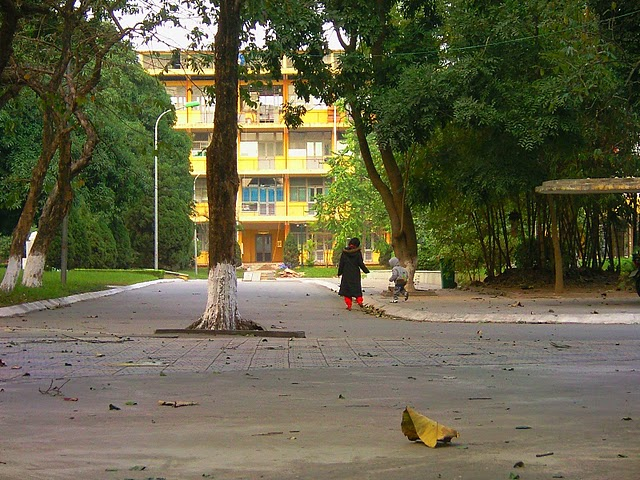
Một buổi chiều ở Bách khoa

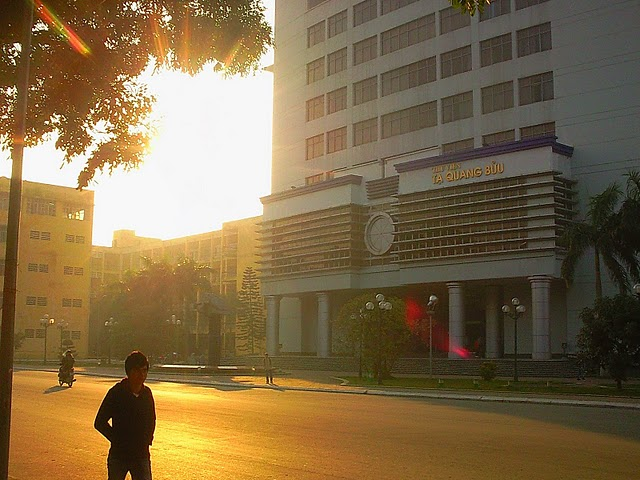
Một buổi chiều tà ở trước Thư viện Tạ Quang Bửu

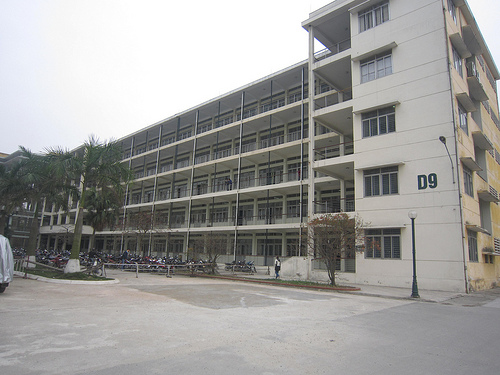
Khu giảng đường D9, Đại học Bách khoa Hà Nội

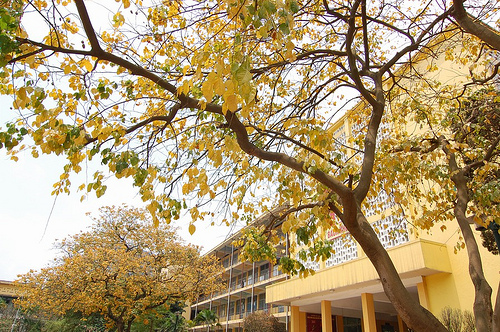
Mùa thu ở Bách khoa

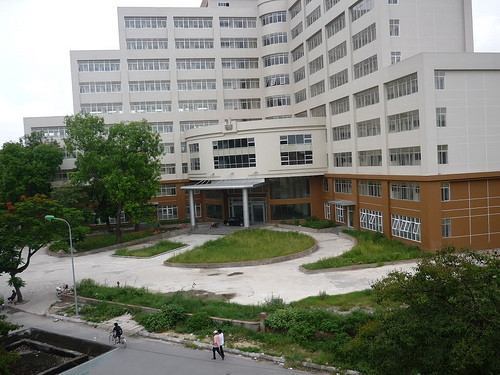
Tòa nhà B1, Trường Công nghệ Thông tin và Truyền thông, ĐHBKHN

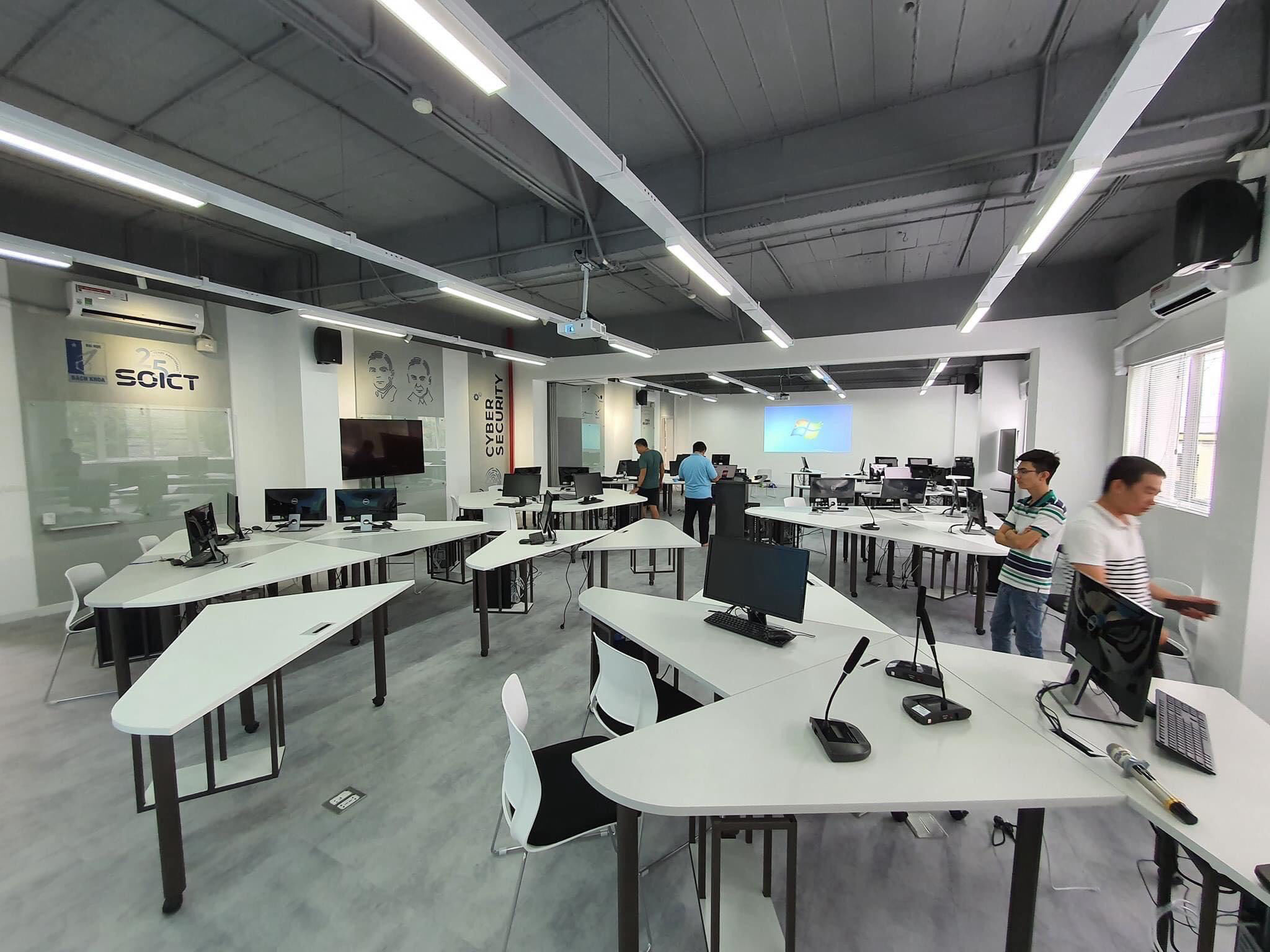
Một phòng thực hành máy tính tại Trường Công nghệ Thông tin và Truyền thông, một thành viên của ĐHBKHN

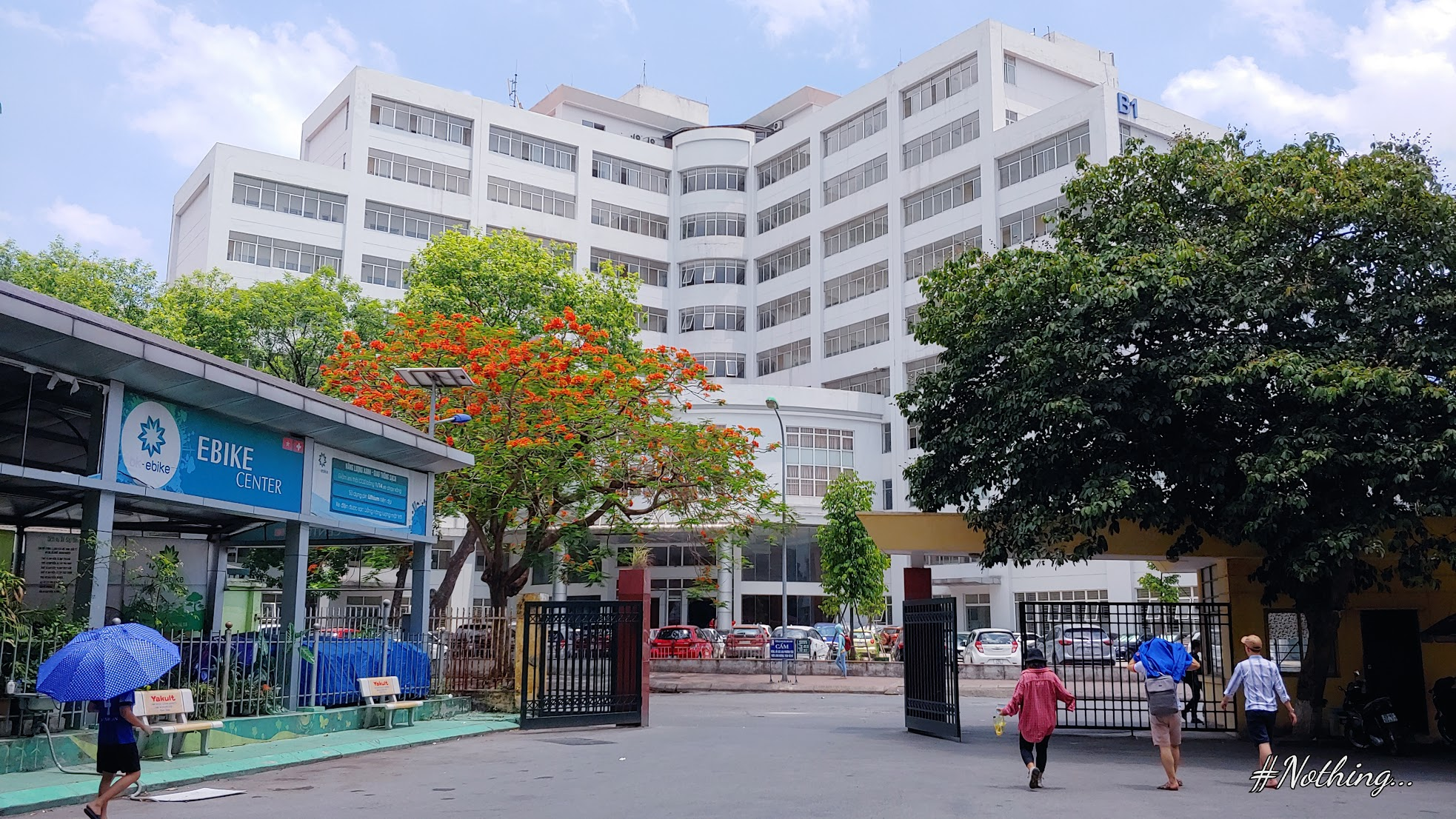
Sân B8 trong khuôn viên KTX Đại học Bách khoa Hà Nội

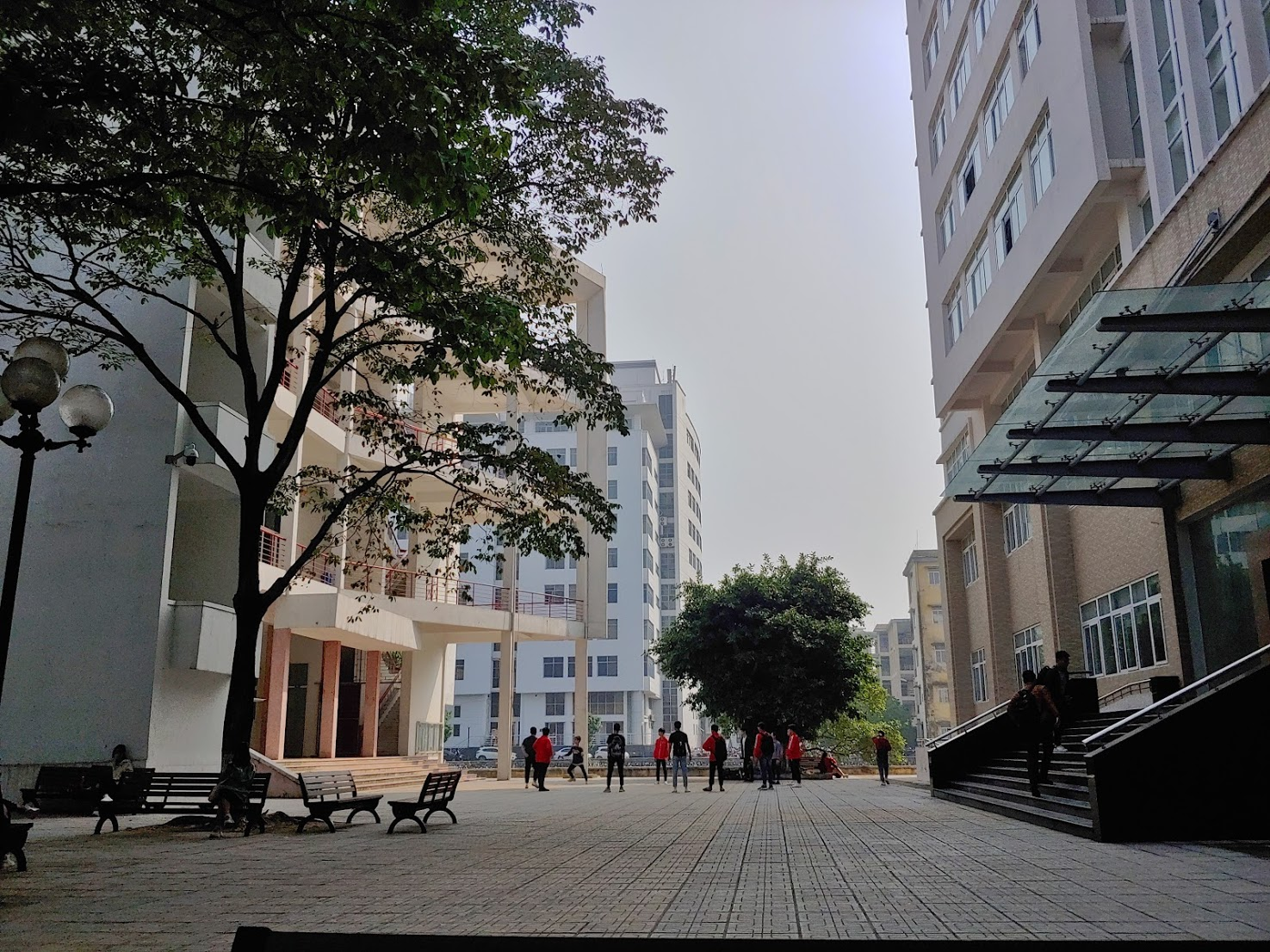
Sân D6-D8

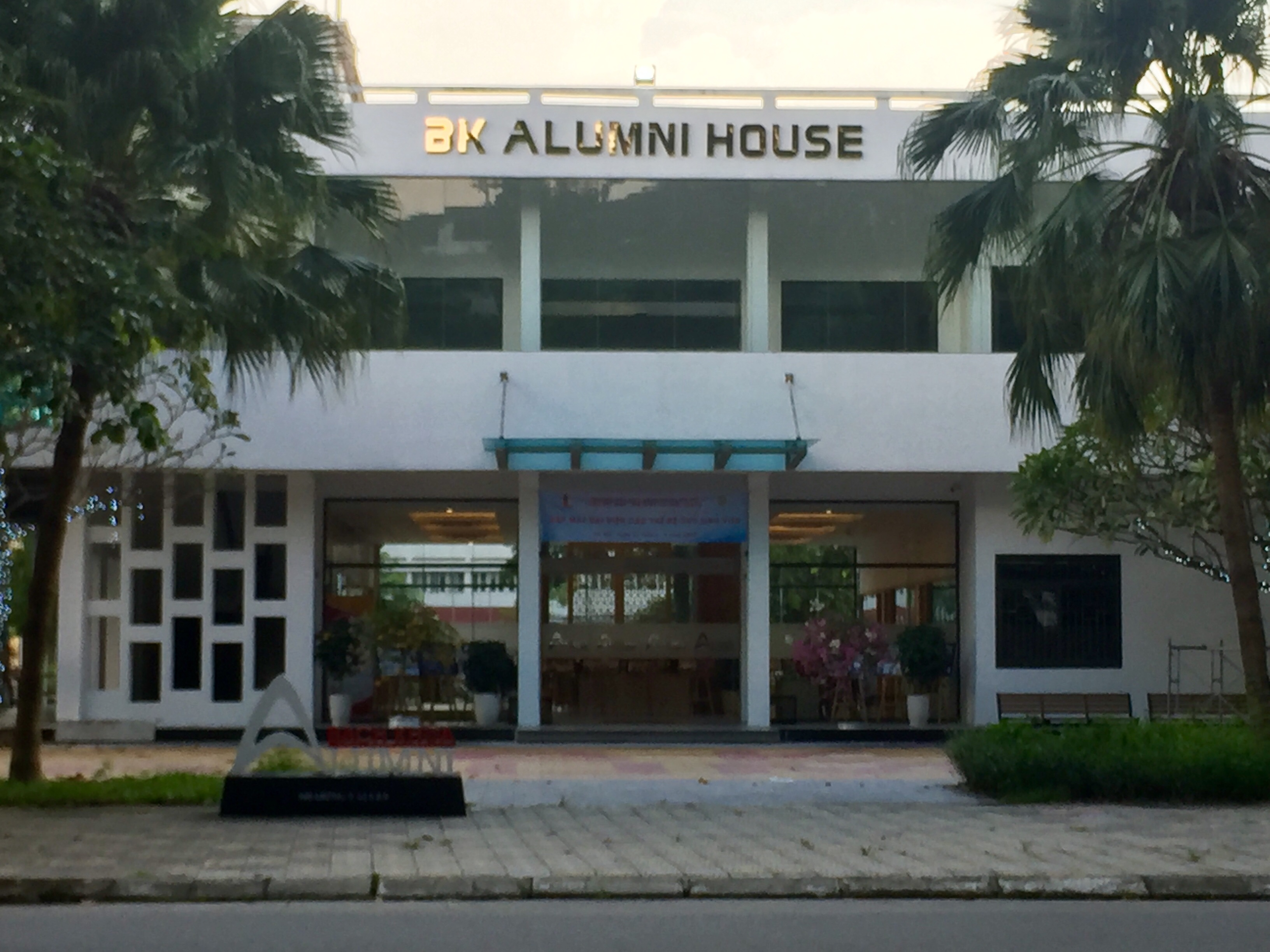
BK Alumni House

- Khoa Vật lý kỹ thuật.
- Khoa Toán - Tin.
- Khoa Ngoại ngữ

Khoa đại cương (03):
- Khoa Lý luận chính trị.
- Khoa Giáo dục quốc phòng.
- Khoa Giáo dục thể chất.

### Trung tâm nghiên cứu (22)
- Trung tâm nghiên cứu vật liệu Polyme;
- Trung tâm khoa học và công nghệ cao su;
- Trung tâm nghiên cứu vật liệu học và hợp kim đặc biệt;
- Trung tâm nghiên cứu ăn mòn và bảo vệ kim loại;
- Trung tâm Nghiên cứu Năng lượng mới;
- Trung tâm Nghiên cứu Quốc tế về Khoa học Vật liệu tính toán;
- Trung tâm Hợp tác Quốc tế R&D Định vị sử dụng Vệ tinh (NAVIS);
- Trung tâm Thông tin Năng lượng nguyên tử;
- Trung tâm phần mềm và giải pháp an ninh mạng;
- Trung tâm tính toán hiệu năng cao;
- Trung tâm phát triển và ứng dụng phần mềm công nghiệp (DASI);
- Trung tâm bảo dưỡng công nghiệp;
- Trung tâm hợp tác khoa học kỹ thuật Việt Đức;
- Trung tâm điện tử Y – Sinh;
- Trung tâm Ngoại ngữ CFL;
- Trung tâm Nghiên cứu Quốc tế về Trí tuệ Nhân tạo (BK.AI);
- Trung tâm An toàn - An ninh thông tin (BK.CS);
- Trung tâm Công nghệ và Kinh tế số (BK Fintech);
- Trung tâm Công nghệ và Giải pháp Chuyển đổi số trong giáo dục (EdTech);
- Trung tâm tiếng Pháp chuyên ngành;
- Trung tâm đào tạo tài năng và chất lượng cao;
- Chương trình PFIEV;
- Chương trình đào tạo tiên tiến;
- Dự án HEDSPI;
- Chương trình VLIR-HUST;
- Chương trình hợp tác đào tạo quốc tế Genetic Bách khoa.

### Hệ thống phòng thí nghiệm
| Thứ tự                                | Tên phòng thí nghiệm                                   | Đơn vị trực tiếp quản lý             |
| Phòng thí nghiệm trọng điểm quốc gia  | Phòng thí nghiệm trọng điểm quốc gia                   | Phòng thí nghiệm trọng điểm quốc gia |
| ------------------------------------- | ------------------------------------------------------ | ------------------------------------ |
| 1                                     | PTN Trọng điểm quốc gia về vật liệu Polyme và Compozit |                                      |
| Các phòng thí nghiệm đầu tư tập trung |                                                        |                                      |
| 1                                     | PTN Công nghệ Lọc hóa dầu và vật liệu xúc tác hấp phụ  | Viện Kỹ thuật hóa học                |
| 2                                     | PTN Tự động hóa                                        | Trường Điện – Điện tử                |
| 3                                     | PTN nghiên cứu và triển khai công nghệ Môi trường      | Viện KH&CN Môi trường                |
| 4                                     | PTN động cơ đốt trong                                  | Trường Cơ khí                        |
| 5                                     | PTN Khoa học và công nghệ Nhiệt lạnh                   | Trường Cơ khí                        |
| 6                                     | PTN Công nghệ vật liệu kim loại                        | Viện KH&CN Vật liệu                  |
| 7                                     | PTN Vật lý (WB)                                        | Viện Vật lý kỹ thuật                 |
| 8                                     | PTN EMCO                                               | Trường Cơ khí                        |
| 9                                     | PTN Hệ thống điều khiển công nghiệp                    | Trường Điện – Điện tử                |
| 10                                    | PTN Nano – Quang điện tử                               | Viện Tiên tiến KH&CN                 |
| 11                                    | PTN nghiên cứu và phát triển công nghệ sinh học        | Viện CNSH&CNTP                       |

### Các đơn vị thành viên khác
- Trường Cao đẳng nghề Bách khoa Hà Nội;
- Nhà Xuất bản Bách khoa Hà Nội;
- Công ty TNHH MTV Đầu tư và Phát triển Công nghệ Bách khoa Hà Nội (BK-Holdings);
- Công ty TNHH MTV tư vấn & chuyển giao công nghệ Bách khoa;
- Các phòng ban chức năng khác...

### Đội ngũ cán bộ, giảng viên, công nhân viên
Tính đến tháng 1 năm 2020, đội ngũ cán bộ của Trường có 1.748 cán bộ, giảng viên, trong đó 60% giảng viên có trình độ tiến sĩ trở lên 
- Giáo sư: 24
- Phó Giáo sư: 235
- Tiến sĩ: 765

Đây là đội ngũ cán bộ có uy tín, kinh nghiệm, nhiệt huyết trong hoạt động đào tạo nghiệp vụ và quản lý, trong nghiên cứu khoa học và chuyển giao công nghệ.

### Các cấp đào tạo
Đại học Bách khoa Hà Nội đang đào tạo trên 30.000 sinh viên (2020), học viên cao học và nghiên cứu sinh với:
- Cử nhân, kỹ sư: 75 chuyên ngành
- Thạc sĩ: 33 mã ngành
- Tiến sĩ: 39 chuyên ngành

### Số lượng tuyển sinh hàng năm
Hệ đại học:
- 8.000 sinh viên chính quy (2022)
- 150 sinh viên văn bằng 2 chính quy (2016)
- 2.000 sinh viên tại chức
- 1.000 sinh viên thuộc chương trình đào tạo hợp tác với nước ngoài

Hệ sau đại học: 
- 2.000 học viên
- 60–70 nghiên cứu sinh
- Ngoài ra còn hệ vừa học vừa làm[cần dẫn nguồn]
- Chương trình Liên kết Thạc sĩ Quản trị kinh doanh (SEPT MBA) giữa ĐHBKHN và ĐH Tổng hợp Leipzig.
- Học Thạc sĩ song bằng chuyên ngành Hóa học với ĐHBKHN và Đại học Rostock.

## Thành tích đào tạo
Từ lúc lập trường đến năm 2024, trường đã đào tạo được:
- Trên 80.000 kỹ sư
- Trên 2.000 thạc sĩ
- Gần 400 tiến sĩ và tiến sĩ khoa học
- 200.000 cựu sinh viên, thạc sĩ và tiến sĩ

## Mốc thời gian
- Ngày 6 tháng 3 năm 1956: Bộ trưởng Quốc gia Giáo dục Việt Nam Dân chủ Cộng hòa là Nguyễn Văn Huyên ký nghị định số 147/NĐ về việc thành lập Trường đại học Chuyên nghiệp Bách khoa. Thiếu tướng, Giáo sư, Kỹ sư vũ khí Trần Đại Nghĩa được bổ nhiệm làm giám đốc.
- Ngày 15 tháng 10 năm 1956: Khai giảng khóa 1 (K1) cho 848 sinh viên chính quy trong 14 ngành học thuộc 4 liên khoa: Cơ-Điện, Mỏ-Luyện kim, Xây dựng, Hóa-Thực phẩm.
- Ngày mùng 1, Tết Mậu Tuất 1958: Chủ tịch Hồ Chí Minh đến thăm trường lần đầu tiên.
- Ngày 17 tháng 6 năm 1960: Chủ tịch Hồ Chí Minh đến thăm trường lần thứ 2 cùng Đoàn đại biểu chính phủ Albania.
- Ngày 15 tháng 3 năm 1960: Khởi công xây dựng trụ sở tại đường Đại Cồ Việt do Liên Xô tài trợ.
- Tháng 10 năm 1961: Trường làm lễ phát bằng tốt nghiệp cho 633 kỹ sư khóa 1.
- Ngày 11 tháng 3 năm 1962: Chủ tịch Hồ Chí Minh đến thăm trường lần thứ 3 cùng đoàn đại biểu Lào do nhà Vua dẫn đầu.
- Năm 1963: Trường được Nhà nước phong tặng huân chương Lao động Hạng nhì.
- Những năm 1965–1975: Trường ĐHBK Hà Nội gồm 7000 người cùng hàng trăm tấn thiết bị, đồ dùng học tập thực hiện cuộc hành quân lịch sử rời Hà Nội (khu A) sơ tán lên Lạng Sơn (khu C) lấy tên là Trường văn hóa Hà Huy Tập.
- Những năm 1965–1975: Theo tiếng gọi thiêng liêng của Tổ Quốc và hưởng ứng phong trào "Ba sẵn sàng" gần 200 cán bộ và 2700 sinh viên lần lượt lên đường nhập ngũ.
- Những năm 1965–1975: Trong thời kỳ Kháng chiến chống Mỹ, khoa Vô tuyến điện (tiền thân của khoa Điện tử–Viễn thông ngày nay) đã nghiên cứu và thực hiện thành công nhiều đề tài quan trọng phục vụ chiến đấu, điển hình là đề tài rà phá bom từ trường, đề tài phục hồi 4 hệ thống thông tin vi ba của đài phát thanh "Tiếng nói Việt Nam"...
- Năm 1966: Chính phủ quyết định tách 2 khoa Xây dựng và Mỏ-Địa chất tách thành Trường Đại học Xây dựng, Trường Đại học Mỏ – Địa chất. Các bộ môn Dệt và Thực phẩm tách thành trường đại học Công nghiệp nhẹ.
- Năm 1969–1970: Từ khu C Lạng Sơn trở về Trường.
- Năm 1972: Sơ tán lần 2 về Hưng Yên và Hà Bắc.
- Cuối năm 1972: Trường được tặng thưởng Huân chương Kháng chiến hạng nhất.
- Sau ngày 30 tháng 4 năm 1975: Trường thực hiện nhiệm vụ cung cấp cán bộ khung cho Đại học Bách khoa Thành phố Hồ Chí Minh, Đại học Bách khoa Đà Nẵng, đại học Sư phạm Thủ Đức (tiền thân của đại học Sư phạm Kỹ thuật Thành phố Hồ Chí Minh ngày nay), đại học Tây Nguyên và hiện nay là các trường đại học Điện lực, đại học Công nghiệp Hà Nội...
- Năm 1976: Trường mở hệ đào tạo sau Đại học.
- Năm 1977: Trường Công nghiệp nhẹ sáp nhập lại vào trường Đại học Bách khoa Hà nội.
- Năm 1979: Bắt đầu đào tạo nghiên cứu sinh với 9 chuyên ngành.
- Năm 1996: Trường được tặng thưởng Huân chương độc lập hạng Nhất.
- Tháng 8 năm 2000: Trường vinh dự là đơn vị đầu tiên trong khối các trường đại học được Nhà nước phong tặng danh hiệu Anh hùng lao động thời kỳ đổi mới.
- Năm 2001: Công đoàn trường được tặng Huân chương lao động Hạng Nhất Đoàn TNCS Hồ Chí Minh của Trường được tặng Huân chương độc lập Hạng Ba.
- Ngày 15 tháng 10 năm 2001: Nhân dịp Kỷ niệm 45 năm thành lập, Trường vinh dự được Nhà nước trao tặng Huân chương Hồ Chí Minh.
- Năm 2006: Vinh dự được Đảng và Nhà nước phong tặng danh hiệu cao quý Anh hùng lực lượng vũ trang nhân dân.
- Năm 2007: Áp dụng đào tạo theo hình thức tín chỉ.
- Ngày 01 tháng 2 năm 2007 Bộ trưởng Bộ giáo dục và Đào tạo phê duyệt đề án "Quy hoạch tổng thể xây dựng và phát triển ĐHBK Hà Nội giai đoạn 2006–2030".
- 2009: Triển khai đề án "Đổi mới mô hình và chương trình đào tạo giai đoạn 2009–2015".
- 2010: Thực hiện thí điểm Tự chủ Đại học.
- Ngày 28 tháng 3 năm 2011: Bộ trưởng Bộ giáo dục & Đào tạo ký quyết định giao cho trường thí điểm thực hiện một số nội dung tự chủ và tự chịu trách nhiệm giai đoạn 2011–2015.
- Ngày 5 tháng 9 năm 2011: Trường nhận chứng chỉ quản lý chất lượng ISO 9001–2008 của tổ chức BSI.
- Năm 2012: Thí điểm thực hiện quyền tự chủ, tự chịu trách nhiệm một số nội dung: Đào tạo, Tổ chức bộ máy, Biên chế, Tài chính.
- Năm 2012: Vào bảng xếp hạng Scimago về hoạt động NCKH ở các trường/viện nghiên cứu.
- Ngày 20 tháng 11 năm 2012: Đón tiếp Chủ tịch nước Trương Tấn Sang về thăm Trường.
- Năm 2014: Đứng đầu Việt Nam về chỉ số đổi mới, sáng tạo trong bảng xếp hạng Scimago.
- Năm 2015: Trở thành thành viên chính thức của Hiệp hội AOTULE.
- Ngày 15 tháng 10 năm 2016: Vinh dự được nhận Huân chương Hồ Chí Minh lần thứ 2.
- Năm 2016–2017: Đứng thứ 2 trong các trường đại học Việt Nam theo bảng xếp hạng Webometrics.
- Ngày 5 tháng 12 năm 2022, phó Thủ tướng Vũ Đức Đam ký Quyết định số 1512/QĐ-TTg chuyển Trường Đại học Bách khoa Hà Nội thành Đại học Bách khoa Hà Nội.
- Ngày  21 tháng 4 năm 2023: Thành lập thêm Trường Hoá và Khoa học sự sống, Trường Vật liệu, nâng tổng số trường trực thuộc lên 5.

## Danh hiệu
Trong 60 năm xây dựng và phát triển, Trường ĐHBK Hà Nội đã được Đảng và Nhà nước trao tặng nhiều phần thưởng cao quý như: Anh hùng Lao động thời kỳ đổi mới năm 2006, Anh hùng Lực lượng vũ trang nhân dân năm 2006, Huân chương Hồ Chí Minh năm 2001, Huân chương Độc lập hạng Nhất, Nhì, Ba; Huân chương Kháng chiến hạng Nhất, Huân chương Chiến công hạng Nhì, Huân chương Lao động hạng Nhất (2), hạng Nhì (2), hạng Ba (2)... Ngoài ra, có 3 tập thể là Bộ môn Thiết bị Điện, Bộ môn Hệ thống Điện, Viện Vật lý kỹ thuật đạt Giải thưởng Hồ Chí Minh; 3 cá nhân là PGS Trần Tuấn Thanh, GS.TSKH.NGƯT Trần Vĩnh Diệu, GS.TSKH.NGƯT Trần Đình Long đạt danh hiệu Anh hùng Lao động.
- Huân chương chiến công hạng III (năm 1973) cho nhóm cán bộ tham gia đề tài GK1;
- Danh hiệu Anh hùng Lao động (năm 1984) cho tập thể cán bộ, giảng viên bộ môn Thiết bị điện–điện tử, khoa điện
- Danh hiệu Anh hùng Lao động (năm 2000) cho tập thể cán bộ, giảng viên trường;
- Huân chương Hồ Chí Minh (2001);
- Danh hiệu Anh hùng Lao động (năm 2005) cho tập thể cán bộ, giảng viên bộ môn hệ thống điện, khoa điện.

Ngoài ra, trường còn được trao tặng nhiều huân chương các loại. Nhiều đơn vị, cá nhân được nhà nước trao tặng huân chương lao động hạng nhất, nhì, ba và giải thưởng Hồ Chí Minh về khoa học công nghệ.
| Đối tượng khen thưởng | Huân chương | Huân chương | Huân chương | Huân chương | Huân chương | Huân chương | Huân chương | Huân chương | Huân chương | Huân chương | Huân chương | Huân chương |
| Đối tượng khen thưởng | Độc lập     | Độc lập     | Độc lập     | Kháng chiến | Kháng chiến | Kháng chiến | Chiến công  | Chiến công  | Chiến công  | Lao động    | Lao động    | Lao động    |
| Đối tượng khen thưởng | Nhất        | Nhì         | Ba          | Nhất        | Nhì         | Ba          | Nhất        | Nhì         | Ba          | Nhất        | Nhì         | Ba          |
| --------------------- | ----------- | ----------- | ----------- | ----------- | ----------- | ----------- | ----------- | ----------- | ----------- | ----------- | ----------- | ----------- |
| Đơn vị                | —           | —           | —           | —           | —           | 2           | —           | —           | 1           | 2           | 6           | 26          |
| Cá nhân               | —           | —           | —           | 75          | 274         | 404         | —           | 2           | 4           | 3           | 9           | 84          |

### Danh hiệu và phần thưởng từ 2008 đến 2016
| Thứ tự | Danh mục                                       | Số lượng   | Số lượng   | Số lượng   |
| Thứ tự | Danh mục                                       | Nhà trường | Tập thể    | Cá nhân    |
| ------ | ---------------------------------------------- | ---------- | ---------- | ---------- |
| 1      | Bằng khen của Thủ tướng Chính phủ              | —          | 2          | 35         |
| 2      | Bằng khen của Bộ trưởng Bộ Giáo dục và Đào tạo | 3          | 9          | 264        |
| 3      | Huân chương Lao động hạng Nhì                  | —          | —          | 3          |
| 4      | Huân chương Lao động hạng Ba                   | —          | 5          | 43         |
| 5      | Cờ thi đua cấp Bộ                              | 2          | 2          | —          |
| 6      | Tập thể Lao động xuất sắc                      | 3          | 163        | —          |
| 7      | Chiến sĩ thi đua cấp Bộ                        | —          | —          | 165        |
| 8      | Kỷ niệm chương Vì sự nghiệp giáo dục           | —          | —          | 27         |
| 9      | Nhà giáo nhân dân                              | —          | —          | 16         |
| 10     | Nhà giáo ưu tú                                 | —          | —          | 80         |
| 11     | Chiến sĩ thi đua cấp cơ sở                     | Trên 30000 | Trên 30000 | Trên 30000 |

## Bê bối
Ngày 7 tháng 10 năm 2024, Đài truyền hình Việt Nam đưa phóng sự về việc sinh viên của trường trong 2 tuần học giáo dục quốc phòng phải ăn cơm canh thừa bữa trước, nhiều dị vật bất thường như gián, phân chuột, thạch sùng. Cụ thể, sinh viên cho biết trong thời gian học Quốc phòng và An ninh, các em ăn ở nhà ăn A15, thuộc khuôn viên trường, do nhà cung cấp suất ăn phụ trách. Những sinh viên thuộc nhóm hỗ trợ phục vụ ăn uống được giao thu gom cơm thừa ở từng bàn, trộn đều. Sau đó, nhân viên nhà bếp đổ số cơm này vào thùng đựng chung, rồi chia cho các nhóm sinh viên đến ăn sau. Ngoài cơm, những bát canh ăn dở cũng được gom lại, đổ vào nồi, tiếp tục múc thành các phần ăn mới. Sinh viên cũng cho biết nhiều lần phát hiện dị vật, côn trùng hay phải ăn trứng thối. Các em đóng 75.000 đồng tiền ăn một ngày, gồm bữa sáng 15.000 đồng, bữa trưa và tối 30.000 đồng.Thông tin trên gây bức xúc cho dư luận.
Chiều cùng ngày, sau khi làm việc với phóng viên của Chuyển động 24h về nội dung sinh viên Đại học Bách khoa Hà Nội phản ánh, Ban lãnh đạo tiến hành kiểm tra công tác tổ chức ăn, nghỉ tập trung của sinh viên tại Khoa Giáo dục quốc phòng và an ninh. Nhà trường sau đó cho biết đã cho kiểm tra toàn diện ngay sau khi biết tin. Trường thừa nhận "một số thông tin phản ánh là đúng sự thực", song không nêu chi tiết. Phó Giám đốc trường cho rằng hành động dồn cơm, canh thừa để tiếp tục chia cho sinh viên là không thể chấp nhận được. Ông cũng cho biết Ban giám đốc nhận thức được trách nhiệm trực tiếp khi để xảy ra điều này. Nhà trường ngay lập tức dừng hợp đồng với đơn vị cung cấp suất ăn hiện tại cho tân sinh viên đang học giáo dục quốc phòng an ninh. Nhà ăn A15 sau đó đã tạm dừng hoạt động vĩnh viễn.

## Danh sách giám đốc và hiệu trưởng

### Trường Đại học Bách khoa Hà Nội (1956–2021)
| Thứ tự | Hiệu trưởng        | Thời gian       | Chức vụ cao nhất |
| ------ | ------------------ | --------------- | --- |
| 1      | Trần Đại Nghĩa     | 1956            | Thiếu tướng, Thứ trưởng Bộ Công thương, Cục trưởng Cục Quân giới, Chủ nhiệm Ủy ban Khoa học và Kỹ thuật Việt Nam                  |
| 2      | Tạ Quang Bửu       | 1956–1960       | Bộ trưởng Bộ Quốc phòng (tháng 8, 1947 – tháng 8, 1948), Bộ trưởng Bộ đại học và Trung học chuyên nghiệp (1965-1976)              |
| 3      | Hoàng Xuân Tùy     | 1961–1966       | Thứ trưởng Bộ đại học và Trung học chuyên nghiệp                                                                                  |
| 4      | Phạm Đồng Điện     | 07/1966–03/1980 | Hiệu trưởng Trường Đại học Bách khoa Hà Nội                                                                                       |
| 5      | Hà Học Trạc        | 03/1980–12/1989 | Chủ tịch Liên hiệp các Hội Khoa học và Kỹ thuật Việt Nam, Chủ tịch Hội đồng Quốc gia chỉ đạo biên soạn Từ điển bách khoa Việt Nam |
| 6      | Hoàng Trọng Yêm    | 12/1989–10/1994 | Hiệu trưởng Trường Đại học Bách khoa Hà Nội                                                                                       |
| 7      | Nguyễn Minh Hiển   | 10/1994–04/1997 | Bộ trưởng Bộ Giáo dục và Đào tạo                                                                                                  |
| 8      | Hoàng Văn Phong    | 05/1997–11/2002 | Bộ trưởng Bộ Khoa học và Công nghệ                                                                                                |
| 9      | Trần Quốc Thắng    | 12/2002–11/2004 | Thứ trưởng Bộ Khoa học và Công nghệ                                                                                               |
| 10     | Hoàng Bá Chư       | 12/2004–06/2008 | Hiệu trưởng Trường Đại học Bách khoa Hà Nội                                                                                       |
| 11     | Nguyễn Trọng Giảng | 06/2008–10/2014 | Hiệu trưởng Trường Đại học Bách khoa Hà Nội                                                                                       |
| 13     | Hoàng Minh Sơn     | 07/2015–08/2020 | Thứ trưởng Bộ Giáo dục và Đào tạo, Chủ tịch Hội đồng Trường Đại học Bách Khoa Hà Nội                                              |
| 14     | Huỳnh Quyết Thắng  | 09/2020–12/2022 | Giám đốc Đại học Bách khoa Hà Nội                                                                                                 |

### Đại học Bách khoa Hà Nội (2022–nay)
| Thứ tự | Giám đốc          | Trường                              | Hiệu trưởng                |
| ------ | ----------------- | ----------------------------------- | -------------------------- |
| 1      | Huỳnh Quyết Thắng | Công nghệ Thông tin và Truyền thông | PGS.TS. Tạ Hải Tùng        |
| 1      | Huỳnh Quyết Thắng | Điện – Điện tử                      | Nguyễn Hữu Thanh           |
| 1      | Huỳnh Quyết Thắng | Cơ khí                              | Trương Hoành Sơn           |
| 1      | Huỳnh Quyết Thắng | Hóa và Khoa học Sự sống             | Chu Kỳ Sơn                 |
| 1      | Huỳnh Quyết Thắng | Vật liệu                            | Huỳnh Trung Hải            |
| 1      | Huỳnh Quyết Thắng | Kinh tế                             | PGS.TS. Nguyễn Danh Nguyên |

## Thư viện Tạ Quang Bửu

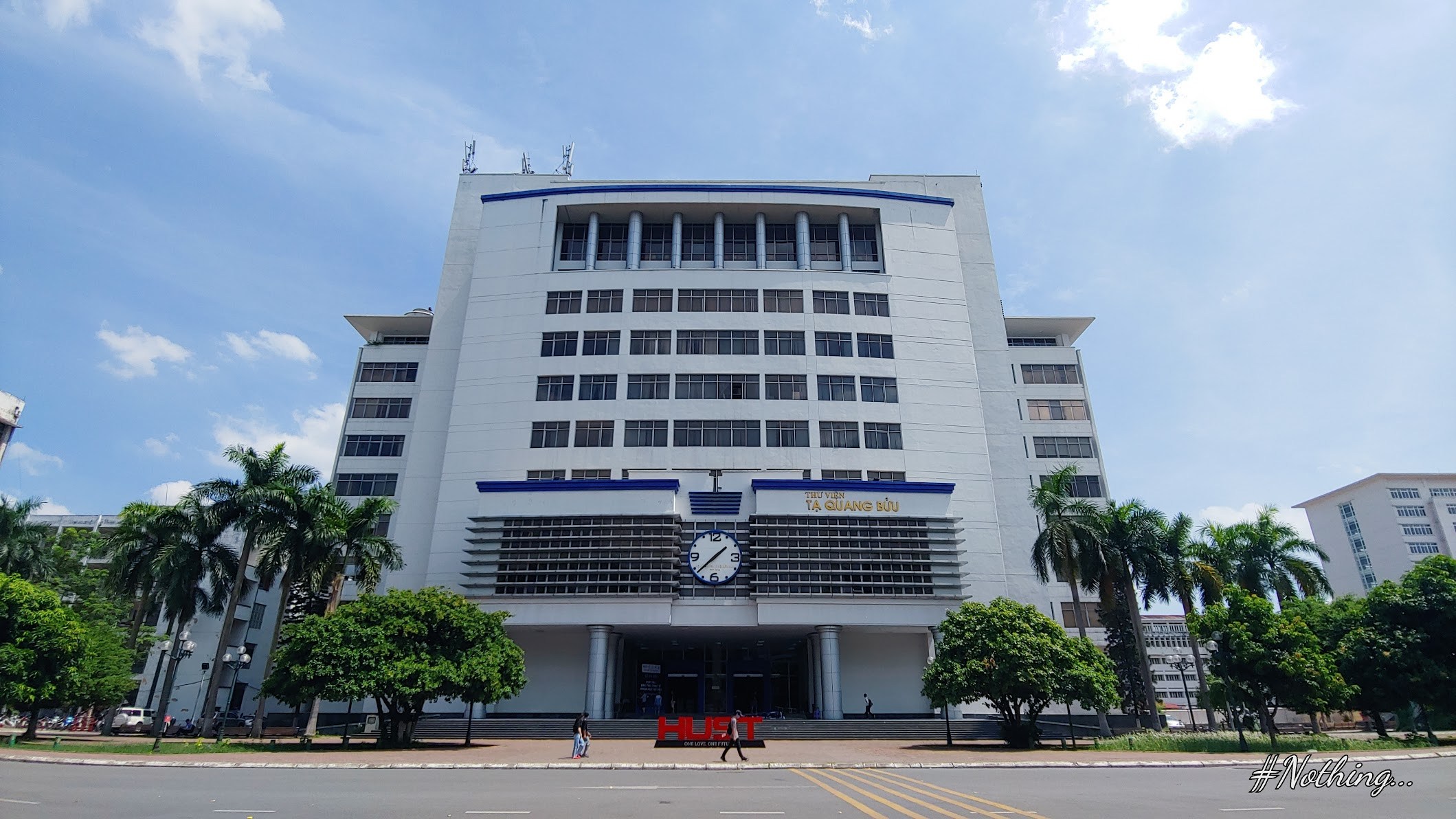
Mặt Trước Thư Viện Tạ Quang Bửu

Ngày 7 tháng 10 năm 2006, thư viện Tạ Quang Bửu – công trình kỉ niệm 50 thành lập trường Đại học Bách khoa Hà Nội được khánh thành. Tổng vốn đầu tư cho xây dựng thư viện Tạ Quang Bửu là hơn 200 tỉ đồng. Thư viện Tạ Quang Bửu hiện là một trong những thư viện lớn nhất trong hệ thống thư viện đại học ở Việt Nam, bao gồm 1 toà nhà 10 tầng với tổng diện tích 37.000m².
Từ tầng 1 tới tầng 5 là hệ thống phòng đọc mở (người đọc có thể tự tìm kiếm, tra cứu sách và tài liệu). Thư viện có hai phòng học đa phương tiện với quy mô mỗi phòng 150 máy tính được kết nối Internet giúp sinh viên truy cập miễn phí. Thư viện có khả năng phục vụ cùng một lúc hơn 2000 sinh viên.
Tổng số máy tính của trường: 2.421.
Dùng cho hệ thống văn phòng: 632.
Dùng cho sinh viên học tập: 1.789.
Mạng thông tin:

Trang web của Thư viện với hơn 600 000 đầu sách và cung cấp các truy cập đến các cơ sở dữ liệu trực tuyến như Science Direct, IEEE, ACM.

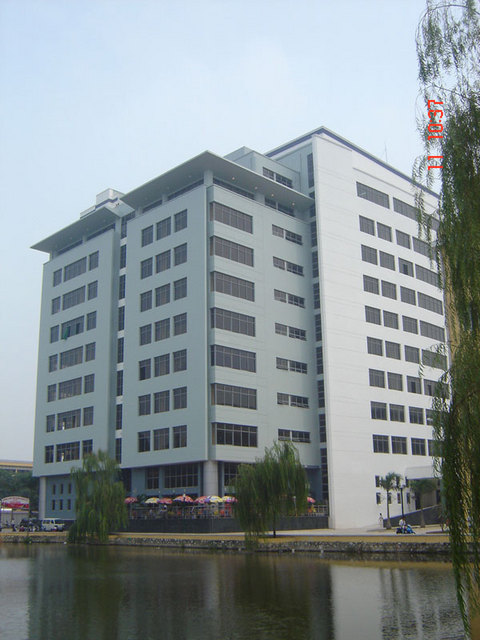
Mặt sau thư viện Tạ Quang Bửu

Trang web của Trung tâm Mạng thông tin cung cấp các thông tin cần thiết về các dịch vụ công nghệ của trường ĐH Bách khoa Hà Nội từ email, tài khoản truy cập Internet, kết nối mạng nội bộ...

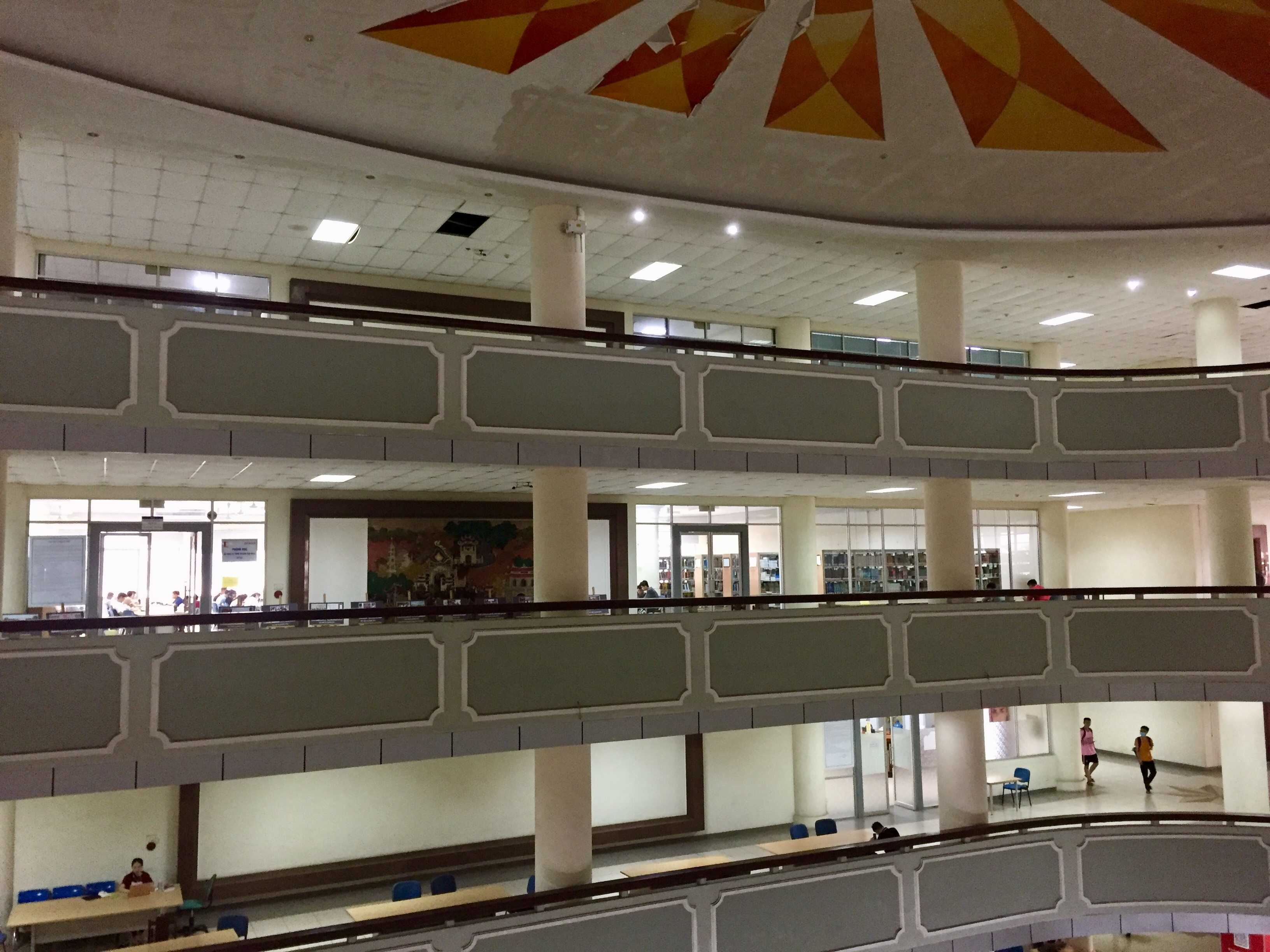
Bên trong thư viện Tạ Quang Bửu

### Nhà in
Nhà in chịu trách nhiệm in các loại ấn phẩm cho Nhà xuất bản. Hợp đồng in các loại ấn phẩm trong phạm vi kinh doanh của Nhà xuất bản và các đối tác.

## Một số cựu học viên, sinh viên ưu tú
- Phan Thu: Trung tướng, Anh hùng Lực lượng Vũ trang Nhân dân, nguyên Thứ trưởng Bộ Quốc phòng.[20]
- Vũ Đình Cự: nguyên Phó chủ tịch quốc hội, giải thưởng Hồ Chí Minh đợt 1 về khoa học và kỹ thuật, cựu giảng viên nhà trường.
- Hoàng Trung Hải: K21, Khoa Điện; nguyên Uỷ viên Bộ Chính trị, nguyên Bí thư Thành ủy Hà Nội, nguyên Bộ trưởng Bộ Công nghiệp, nguyên Phó Thủ tướng Chính phủ Việt Nam
- Trương Đình Tuyển [cần dẫn nguồn]: nguyên Bộ trưởng Bộ Thương mại (nay là Bộ Công Thương)
- Phạm Gia Khiêm: Nguyên Phó Thủ tướng kiêm Bộ trưởng Bộ Ngoại giao Việt Nam
- Vũ Xuân Thiều: Anh hùng phi công lái máy bay bắn rơi máy bay B52 năm 1972
- Hoàng Văn Nghiên: nguyên Chủ tịch Ủy ban nhân dân Thành phố Hà Nội
- Hoàng Văn Phong: nguyên Bộ trưởng Bộ Khoa học và Công nghệ.
- Nguyễn Minh Hiển: nguyên Bộ trưởng Bộ Giáo dục và Đào tạo
- Nguyễn Tiến Sâm, Anh hùng Lực lượng Vũ trang Nhân dân, Phi công Quân đội nhân dân Việt Nam; nguyên Thứ trưởng Bộ Giao thông Vận tải, nguyên Cục trưởng Cục Hàng không Việt Nam
- Nguyễn Quân: Nguyên Bộ trưởng Bộ Khoa học và Công nghệ, nguyên giảng viên, nguyên phó Hiệu trưởng thường trực nhà trường
- Thiếu tướng Tào Đức Thắng: TGĐ, Chủ tịch HĐQT Tập đoàn Công nghiệp – Viễn thông Quân đội Viettel.
- Nguyễn Tử Quảng: Cựu sinh viên. Chủ tịch HĐQT Công ty Cổ phần BKAV.
- Hoàng Nam Tiến: Cựu sinh viên. Cựu Chủ tịch hội đồng quản trị tập đoàn FPT Software, Chủ tịch hội đồng quản trị FPT Telecom. Con trai út của Thiếu tướng Hoàng Đan.
- Dương Quang Thành: Cựu sinh viên. Chủ tịch Hội đồng thành viên Tập đoàn Điện lực Việt Nam.
- Lê Mạnh Hùng: Cựu sinh viên. Tổng giám đốc Tập đoàn Dầu khí Quốc gia Việt Nam.
- PGS.TS Mai Thanh Phong: Cựu sinh viên. Hiệu trưởng trường Đại học Bách khoa TPHCM.
- PGS. TS. Lê Tiến Dũng: Cựu sinh viên K44, Khoa Điện. Phó Hiệu trưởng trường Đại học Bách khoa Đà Nẵng
- Trần Mạnh Hùng: Cựu sinh viên. Nguyên chủ tịch Hội đồng thành viên Tập đoàn Bưu chính Viễn thông Việt Nam.
- Trần Hạnh Phúc: Cựu sinh viên. BTV, MC của Đài truyền hình Việt Nam VTV.
- Bùi Đức Bảo: Cựu sinh viên. BTV, MC của Đài truyền hình Việt Nam VTV.
- Đặng Thùy Trang: Á hậu 2 Hoa hậu Việt Nam 2010.
- Nguyễn Hà Đông: tác giả game Flappy Bird nổi tiếng.
- Nguyễn Quang Lập: nhà văn, nhà viết kịch, nhà biên kịch điện ảnh của Việt Nam.

Doanh nhân:
- Hồ Xuân Năng: Kỹ sư, tiến sĩ kỹ thuật ĐHBKHN. Chủ tịch HĐQT, TGD TĐ Phenikaa

Nhà Khoa học:
- TS. Phạm Huy Hiệu: Kỹ sư Tin học công nghiệp. Viện Kỹ Thuật Và Khoa Học Máy Tính, Đại học VinUni, Phó Giám đốc, Trung tâm Nghiên cứu Sức khỏe Thông minh VinUni-Illinois Giảng viên, Chương trình Khoa học Máy tính Đại học VinUni.

## Một số giảng viên và cựu giảng viên ưu tú
- Bùi Quang Ngọc: Tổng giám đốc FPT, nguyên Giảng viên Khoa Toán – Tin Đại học Bách Khoa Hà Nội
- Chu Ngọc Anh: nguyên Bộ trưởng Bộ Khoa học và Công nghệ, nguyên Chủ tịch UBND thành phố Hà Nội, nguyên giảng viên

Nhà Khoa học:
- GS.TSKH.NGND Bành Tiến Long Nhà khoa học Trường Cơ khí, ĐHBKHN. Nguyên Thứ trưởng Bộ Giáo dục và Đào tạo
- GS. Phan Xuân Minh: nữ Giáo sư đầu tiên của ngành Điều khiển.
- GS. Lê Minh Thắng: giảng viên cao cấp bộ môn Công nghệ hữu cơ - hoá dầu, Giải thưởng Kovalevskaia 2022.
- GS. NGND. Đặng Kim Chi: Giải thưởng Kovalevskaia và giải thưởng Nhân tài Đất Việt.
- GS. TS. Nguyễn Đức Hòa: giảng viên cao cấp thuộc Viện Đào tạo Quốc tế về Khoa học Vật liệu (ITIMS), Đại học Bách Khoa Hà Nội.
- NGND. Nguyễn Văn Đạo: Nhà cơ học hàng đầu Việt Nam. Giám đốc đầu tiên của Đại học Quốc gia Hà Nội.
- GS. TS. Mai Thanh Tùng: Chủ tịch hội đồng giáo sư ngành Luyện kim năm 2024.
- GS. TS. Nguyễn Hồng Hải: Hội đồng giáo sư ngành Luyện kim năm 2024.
- GS. TS. Bùi Anh Hòa: Hội đồng giáo sư ngành Luyện kim năm 2024.
- GS.TS. Lê Anh Tuấn: Phó chủ tịch Hội đồng giáo sư liên ngành Cơ khí - Động lực.
- GS.TS. Nguyễn Đức Toàn: Hội đồng giáo sư liên ngành Cơ khí - Động lực.
- GS.TS. Nguyễn Doãn Phước: Hội đồng giáo sư liên ngành Điện - Điện tử - Tự động hóa
- GS.TS. Lê Minh Thắng: Hội đồng giáo sư liên ngành Hóa học - Công nghệ thực phẩm
- GS.TS. Huỳnh Trung Hải: Hội đồng giáo sư liên ngành Hóa học - Công nghệ thực phẩm
- GS.TS. Nguyễn Đức Chiến: Hội đồng giáo sư ngành Vật lí
- GS.TS. Chu Hảo: Viện Vật lí kĩ thuật. Thứ trưởng Bộ Khoa học và Công nghệ
- GS.TSKH.NGND  Đỗ Sanh: Phó chủ tịch kiêm Tổng thư ký Hội cơ học Việt Nam, người đầu tiên bảo vệ thành công luận án Tiến sĩ khoa học trong nước

Chính trị gia:
- PGS.TS Nguyễn Thanh Hải: nữ tiến sĩ vật lí và chính trị gia người Việt Nam. Bà hiện giữ chức vụ Ủy viên Ủy ban Thường vụ Quốc hội, Trưởng Ban Công tác đại biểu. Bà từng là Bí thư Tỉnh ủy, Trưởng đoàn Đại biểu Quốc hội Việt Nam khóa 15 nhiệm kì 2021-2026 tỉnh Thái Nguyên.

## Thông tin khác
- Đại học Bách Khoa Hà Nội ở rất gần với Trường Đại học Kinh tế Quốc dân và Trường Đại học Xây dựng Hà Nội nên thường được sinh viên gọi là Bộ 3 "Bách Khoa - Kinh tế - Xây dựng" hay "Bách Kinh Xây", bên cạnh Bộ 3 "Công Thuỷ Ngân" theo cách gọi của sinh viên Trường Đại học Công đoàn, Trường Đại học Thuỷ lợi và Học viện Ngân hàng.